# Västersjön (Gudmundrå socken, Ångermanland)
Västersjön är en sjö i Kramfors kommun i Ångermanland och ingår i Indalsälvens huvudavrinningsområde. Sjön har en area på 0,172 kvadratkilometer och ligger 240,1 meter över havet. Sjön avvattnas av vattendraget Viksjöån.

## Delavrinningsområde
Västersjön ingår i det delavrinningsområde (697975-158226) som SMHI kallar för Utloppet av Västersjön. Medelhöjden är 319 meter över havet och ytan är 10,6 kvadratkilometer. Det finns inga avrinningsområden uppströms utan avrinningsområdet är högsta punkten. Viksjöån som avvattnar avrinningsområdet har biflödesordning 4, vilket innebär att vattnet flödar genom totalt 4 vattendrag innan det når havet efter 58 kilometer. Avrinningsområdet består mestadels av skog (94 procent). Avrinningsområdet har 0,57 kvadratkilometer vattenytor vilket ger det en sjöprocent på 5,3 procent.